# Charles Henry Gilbert
Charles Henry Gilbert (5 de diciembre de 1859 en Rockford, Illinois-20 de abril de 1928) fue un ictiólogo y zoólogo estadounidense.

## Biografía
Hijo de Edward Gilbert y de Sarah née Bean. Consiguió su Bachelor of Sciences en la universidad Butler en 1879, realizó un máster en ciencias en la Universidad de Indiana en 1882, y consiguió el Doctorado en Filosofía en 1883. 
Se casó con Julia R. Hughes el 7 de agosto de 1883.
Gilbert trabajó como ayudante en la Universidad de Indiana de 1880 a 1884. De 1884 a 1889 enseñó historia natural en la Universidad de Cincinnati e impartió zoología en la Universidad de Indiana de 1889 a 1891. Se convirtió en profesor de la Universidad de Stanford en 1891, función que desempeñó hasta que se retiró.
De 1880 a 1898 participó en la comisión americana de peces y de 1909 a 1927 ocupó el puesto de experto en lo concerniente al salmón.
Gilbert fue el naturalista en la misión del vapor Albatross en el noroeste del Pacífico en 1902 y en 1906. Estos viajes le permitieron conseguir  una gran colección de especímenes, y en ellos describió tres familias, 22 géneros y 259 especies nuevas de peces.
Trabajó junto con los ictiólogos David Starr Jordan y Seth Eugene Meek. Con el primero escribió Synopsis of the Fishes of North America en 1882.
Su obra más relevante fue The Deep-Sea Fisches of the Hawaiian Islands en 1905.

## Lista parcial de obras
- 1880: junto con D.S. Jordan, Descriptions of new species of Xiphister and Apodichthys, from Monterey, California. Proc. U. S. Natl. Mus., v. 3 (n° 130) : 135–140.
- 1882 : junto con D.S. Jordan, Synopsis of the fishes of North America. Bull. U. S. Natl. Mus., No. 16 : i–liv + 1–1018.
- 1883 : junto con D.S. Jordan, Notes on the nomenclature of certain North American fishes. Proc. U. S. Natl. Mus., v. 6 (n° 352) : 110–111.
- 1889 : Description of a new species of Bathymaster (B. jordani) from Puget’s Sound and Alaska. Proc. U. S. Natl. Mus., v. 11 (n° 753) : 554.
- 1890 : A preliminary report on the fishes collected by the steamer Albatross on the Pacific coast of North America during the year 1889, with descriptions of twelve new genera and ninety two new species. Proc. U. S. Natl. Mus., v. 13 (n° 797) : 49–126.
- 1896 : The ichthyological collections of the steamer Albatross during the years 1890 and 1891. Rep. U. S. Fish Comm. v. 19 [1893] : 393-476, pl. 20-35.
- 1897 : Descriptions of twenty-two new species of fishes collected by the steamer Albatross, of the United States Fish Commission. Proc. U. S. Natl. Mus., v. 19 (n° 1115) : 437–457, pl. 49–55.
- 1904 : Notes on fishes from the Pacific coast of North America. Proc. Calif. Acad. Sci. (Ser. 3) v. 3 (n° 9) : 255–271, Pls. 25–29.
- 1905: The Deep-Sea Fisches of the Hawaiian Islands.
- 1912 : junto con Charles Victor Burke, Fishes from Bering Sea and Kamchatka. Bull. Bur. Fish., v. 30 (pour 1910) : 31–96.
- 1915 : Fishes collected by the United States Fisheries steamer “Albatross” in southern California in 1904. Proc. U. S. Natl. Mus., v. 48 (n° 2075) : 305–380, Pl. 14–22.